# Рафеенко, Владимир Владимирович
Владимир Владимирович Рафеенко (укр. Володимир Володимирович Рафєєнко; род. 25 ноября 1969 года, Донецк) — украинский поэт и прозаик, пишущий на русском и украинском языках. Лауреат Русской премии.

## Биография
Закончил Донецкий национальный университет (русская филология и культурология). Работал редактором в издательствах «БАО», «Кассиопея». Помощник редактора журнала «Многоточие»; автор и составитель книг научно-популярного и прикладного характера, детективов. Начал публиковаться в 1992 году в региональное прессе. Первую книгу выпустил в 1998 году. До начала войны жил в Донецке, после чего переехал в Киев.
В 2018 году объявил о своём решении перейти в творчестве на украинский язык, сообщив об этом в интервью, озаглавленном «России пришлось приложить много усилий, чтобы я начал писать по-украински». Первая украинская книга Рафеенко, роман «Мондегрин. Песни про смерть и любовь», вышла в 2019 году и получила одобрительные отзывы литературной критики: в частности, поэт и прозаик Олег Коцарев оценил книгу как «этапную и блестящую», свидетельствующую о появлении в украинской литературе «самобытного писателя, изощрённого стилиста».

## Творчество

### Проза
Автор романов:
- «Краткая книга прощаний» (Норд-Пресс, Донецк, 2000 г.);
- «Каникулы магов» («Донеччина», 2005 г.);
- «Невозвратные глаголы» (Норд-Пресс, Донецк 2009 г.) — лонг-лист Русской премии 2008 года;
- «Московский дивертисмент» («Знамя» № 8, 2011 г.) — шорт-лист Русской премии 2011 (вторая премия в номинации «Крупная проза»);
- «Лето напролёт» («Знамя», 2012 г.) — лонг-лист Русской премии 2012;
- «Демон Декарта» (2013 г.) — первое место на Русской премии;
- «Долгота дней» («Фабула», Харьков, 2017 г.);
- «Мондеґрін. Пісні про смерть і любов» (Meridian Czernowitz, Черновцы, 2019 г.) — первый роман автора на украинском языке

Рассказы вошли в сборники «Антология странного рассказа» (Донецк: СТЭП-Многоточие, 1999), «ENTER. Книга донецкой прозы» (Донецк, 2001), «Большой фонтан одесского юмора» (ЭКСМО, 2009).
Автор поэмы в прозе «Флягрум» («Новый мир» № 1, 2011).

### Поэзия
Автор стихотворных сборников:
- «Три дня среди недели» (Донецк, 1998);
- «Частный сектор» (Донецк, 2002);
- «Переводы через дорогу» (Донецк, 2003).

Стихотворения вошли в антологию «Освобождённый Улисс» (М., 2004). Печатался в журналах и альманахах «Новый мир», «Знамя», «Соты», «Черновик», «Грани», «Союз писателей», «Воздух», «Византийский ангел», «Фонтан», «Магазин Жванецкого», «Крещатик», «Солнечное сплетение», «Многоточие», «Четыре сантиметра луны», «Родомысл», «Дикое поле».

### О Владимире Рафеенко
- Игорь Бондарь-Терещенко. Безответные вопросы. О романе Владимира Рафеенко «Невозвратные глаголы» // Дикое поле. — 2009. — № 14.
- Екатерина Дайс. Орфей Рафеенко. О романе Владимира Рафеенко «Московский дивертисмент» // Русский журнал. — 2013.
- Николай Александров. Книжечки. О романе Владимира Рафеенко «Московский дивертисмент» // Эхо Москвы. — 2013.
- Анна Грувер. Письмо из города Z. О романе Владимира Рафеенко «Демон Декарта» // Новый мир. — 2015. — № 1.
- Станислав Секретов. Город иллюзий. О романе Владимира Рафеенко «Демон Декарта» // Знамя. — 2015. — № 8.
- Владимир Аверин. И над всем этим — Бог. О романе Владимира Рафеенко «Демон Декарта» // Лиterraтура. — 2015. — № 53.